# Аристархов, Дмитрий Аврамович
Дми́трий Авра́мович Ариста́рхов (10 ноября 1923, Аджамка, Екатеринославская губерния — 8 февраля 2017, Нижний Новгород) — участник Великой Отечественной войны, командир взвода противотанковых ружей (ПТР) 117-го стрелкового полка 23-й стрелковой дивизии 61-й армии 1-го Белорусского фронта, старший лейтенант. Герой Советского Союза (24.03.1945), подполковник запаса (с 1973 года).

## Биография
Родился 10 ноября 1923 года в селе Аджамка в крестьянской семье. Украинец. Отец, Авраам Платонович Аристархов, был участником трёх войн, георгиевским кавалером и ординарцем С. М. Будённого.
В 1940 году окончил 10 классов средней школы. Работал в колхозе.
В Красной армии с 1 июля 1941 года. В действующей армии с августа 1941 года. Принимал участие в боях на Ростовском направлении у станицы Синявской. В ноябре 1941 года был направлен в Сухумское военное пехотное училище, которое окончил в июле 1942 года.
Затем участвовал в бою под Новороссийском. Взвод под его командованием отбивал яростные атаки фашистов, рвавшихся к заводам «Красный Октябрь» и «Пролетарий». В этом бою получил первое ранение. После госпиталя командовал взводом противотанковых ружей (ПТР). Принимал участие в освобождении Белоруссии, Польши.
Взвод противотанковых ружей (ПТР) 117-го стрелкового полка (23-я стрелковая дивизия, 61-я армия, 1-й Белорусский фронт) под командованием комсомольца старшего лейтенанта Дмитрия Аристархова 14 января 1945 года при прорыве обороны противника на магнушевском плацдарме южнее Варшавы уничтожил семь огневых точек.
В тяжёлые минуты боя, когда он остался в живых один из всего взвода, огнём из противотанкового ружья подбил два самоходных орудия, а затем гранатой подорвал третье. В конце боя получил тяжёлое ранение.
Указом Президиума Верховного Совета СССР от 24 марта 1945 года за образцовое выполнение боевых заданий командования на фронте борьбы с немецко-фашистскими захватчиками и проявленные при этом мужество и героизм, старшему лейтенанту Аристархову Дмитрию Аврамовичу присвоено звание Героя Советского Союза с вручением ордена Ленина и медали «Золотая Звезда» (№ 6439).
Всего за годы войны в боях с немецко-фашистскими захватчиками был ранен пять раз.
Член ВКП(б) с февраля 1945 года.
В послевоенное время продолжал службу в Вооружённых силах СССР. В 1947 году окончил курсы усовершенствования офицерского состава (КУОС), а в 1960 году — Центральные курсы усовершенствования политсостава. В 1973 году в звании подполковника вышел в запас.
Жил в городе Нижний Новгород. Являлся начальником штаба областной игры «Орлёнок». Вёл активную общественную и военно-патриотическую работу.
Скончался 8 февраля 2017 года в городе Нижний Новгород. Похоронен на кладбище «Марьина Роща».
Почётный гражданин Украины, Нижегородской области и Нижнего Новгорода (постановление Городской думы города Нижнего Новгорода № 17 от 27 апреля 1995 года).
Имя Героя Советского Союза Д. А. Аристархова занесено в книгу «Народной славы» Белоруссии.

## Награды
- Медаль «Золотая Звезда» (СССР);
- Орден Ленина;
- Орден Красного Знамени;
- Орден Отечественной войны 1-й степени;
- Орден Красной Звезды;
- Медали, в том числе:
  - Медаль «За победу над Германией в Великой Отечественной войне 1941—1945 гг.»;
  - Юбилейная медаль «Двадцать лет Победы в Великой Отечественной войне 1941—1945 гг.»;
  - Юбилейная медаль «Тридцать лет Победы в Великой Отечественной войне 1941—1945 гг.»;
  - Юбилейная медаль «Сорок лет Победы в Великой Отечественной войне 1941—1945 гг.».